# Condado de Casa-Galindo
El condado de la Casa Galindo es un título nobiliario con Grandeza de España creado en 1713 por el rey Felipe V para Juan Fernández-Galindo y Lasso de la Vega, regidor de Écija.
La Grandeza de España le fue concedida a Andrés Lasso de la Vega y Quintanilla, por su importante labor en la Restauración de la Monarquía en la persona de Alfonso XII. Fue doctor en Jurisprudencia, presidente del Partido Conservador de Sevilla, vicepresidente del Senado, gobernador de Sevilla, Huelva y Gerona, Teniente de Hermano Mayor de la Real Maestranza de Caballería de Sevilla, casado con Blanca Fernández de Córdova Álvarez de las Asturias Bohórquez, marquesa de Cubas, hija de los duques de Arión, no tuvieron descendencia.

## Titulares

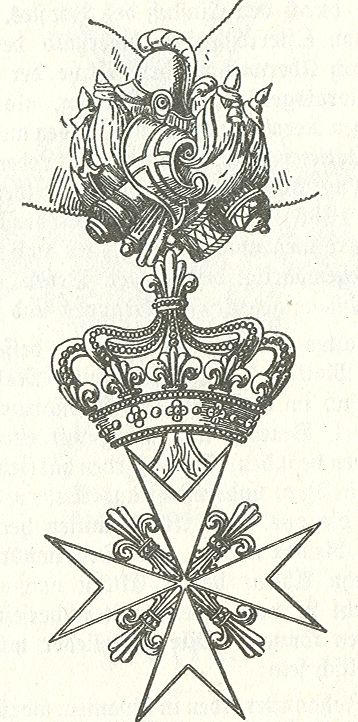
Orden de Malta

- I: Juan Fernández Galindo y Lasso de la Vega (m. 1712). Contrajo matrimonio con Josefa de Hoces Cabrera.  Le sucedió su hijo.[3]

- II: Baltasar Fernández Galindo de Hoces (fl. 1742). Se casó con Aldonza Alfonso de Sousa. Le sucedió su hija.[3]

- III: Josefa Fernández Galindo Alfonso de Sousa (m. 1 de julio de 1769), casada con Andrés Francisco de Madariaga y Bucarelli, vi marqués de las Torres de la Pressa. Le sucedió su hijo.[3]

- IV: Juan Bautista de Madariaga y Fernández Galindo (m. 7 de mayo de 1987). vii marqués de las Torres de la Pressa. Le sucedió su hermano.[3]

- V: Baltasar de Madariaga y Fernández-Galindo, viii marqués de las Torres de la Pressa 1750-1794). Le sucedió su hermano.[3]

- VI: Andrés de Madariaga y Fernández Galindo, ix marqués de las Torres de la Pressa (m. 11 de octubre de 1842).  Le sucedió su sobrino.[3][4]

- VII: Miguel Lasso de la Vega y Madariaga, x marqués de las Torres de la Pressa[3] (Sevilla, 26 de abril de 1783-13 de septiembre de 1863), grande de España, y xxi señor de Castilleja de Talhara. Hijo de Antonio Lasso de la Vega y Fernández de Santillán y de Constanza de Madariaga y Fernández Galindo –hija e Andrés Francisco de Madariaga y Bucarelli y de Josefa Galindo Alfonso de Sousa– contrajo matrimonio el 13 de noviembre de 1813 con María del Carmen Quintanilla y Melgarejo, hija de Manuel Quintanilla Melgarejo y María Josefa Melgarejo y Galindo.[5] A la muerte de su tío, Andrés Madariaga Fernández Galindo en 1842, heredó los títulos según dispuso el ix marqués en su testamento del 6 de marzo de 1832. El 20 de diciembre de 1859, se le concedió la Grandeza de España.[5][4]

- VIII: Andrés Plácido Lasso de la Vega y Quintanilla (m. 24 de marzo de 1900). Contrajo matrimonio el 16 de marzo de 1862 con María Blanca Fernández de Córdova y Álvarez de Bohorques (m. 1 de diciembre de 1917) I marquesa de Cubas. Sin descendencia. Le sucedió su sobrino.[3]

- IX: Andrés Lasso de la Vega y Quintanilla (m. 20 de junio de 1974), xiii marqués de las Torres de la Pressa, grande de España y ii vizconde de Dos Fuentes.  Se casó el 21 de enero de 1920 con Elvira Marañón y Jiménez de Aragón.  Le sucedió su hijo.

- X: Andrés Lasso de la Vega y Marañón (m. 1 de junio de 2009). Le sucedió su sobrino.[6]

- XI: Miguel Lasso de la Vega y Porres, xv marqués de las Torres de la Pressa, grande de España. Casado el 12 de abril de 1980 con Beatriz María de Valdenebro y Halcón.[7]

- XII: Enrique María Lasso de la Vega y Valdenebro (n. 1984).[8]